# Юрюфф
Юрю́фф (фр. Uruffe) — коммуна во французском департаменте Мёрт и Мозель региона Лотарингия. Относится к  кантону Коломбе-ле-Бель.	

## География
Юрюфф расположен в 36 км к юго-западу от Нанси. Стоит на небольшой реке Дёй, притоке Арофф. Соседние коммуны: Ванн-ле-Шатель и Аллам на юго-востоке, Паньи-ла-Бланш-Кот и Шампуньи на юго-западе, Бюре-ан-Во на западе, Жибоме на северо-западе.

## История
- Юрюфф стал известен во Франции в 1950-е годы (1956—1958) из-за преступления местного кюре Ги Денуаэ (Guy Desnoyers), который соблазнил местную девушку и из-за страха разоблачения застрелил её, когда та уже была беременной и должна была вскоре родить. Процесс широко освещался в прессе. Кюре избежал смертной казни и был приговорён к пожизненному заключению. В 1978 году был условно освобождён и умер в монастыре в 2010 году в возрасте 90 лет.

## Демография
Население коммуны на 2010 год составляло 378 человек.
| 1962 | 1968 | 1975 | 1982 | 1990 | 1999 | 2010 |
| ---- | ---- | ---- | ---- | ---- | ---- | ---- |
| 404  | 367  | 320  | 280  | 311  | 326  | 378  |

## Достопримечательности
- Дом сеньора с башней XVI века.
- Лавуар и фонтан.
- Древняя крепость Паньи-ла-Бланш-Кот (398 м).